# Romanische Studien (Zeitschrift)
Die Romanischen Studien sind eine Open-Access-Zeitschrift für romanische Literaturwissenschaft, die im Jahr 2015 von Kai Nonnenmacher gegründet wurde, ab 2018 in gemeinsamer Herausgeberschaft mit Olaf Müller, ISSN 2364-4753, ISSN (Print) 2511-7882. Seit 2016 erscheint die digital kostenfrei zugängliche Zeitschrift auch gedruckt bei der Akademischen Verlagsgemeinschaft München. Zur Qualitätssicherung wurde ein Wissenschaftlicher Beirat gebildet. Die Artikel werden im DOAJ, in der International Bibliography der Modern Language Association und in Klapps Bibliographie der französischen Literaturwissenschaft indiziert.

## Konzept der Zeitschrift
Erklärtes Ziel ist es, für alle Seiten kostenfrei und mit Open-Source-Instrumenten ein Periodikum zu produzieren: „Eine Fachzeitschrift aus der deutschsprachigen Romanistik heraus, die sich an einem konsequenten Qualitätsstandard orientiert, die gleichwohl für Autoren wie Leser kostenfrei im Netz zugänglich ist und so ein international sichtbares Organ der aktuellen Forschung in den Literatur- und Kulturwissenschaften (incl. angrenzender Disziplinen) sein kann – dies ist das Selbstverständnis der Romanischen Studien.“
Dies hat Konsequenzen auch für die Autorenrechte: Sie behalten das Copyright und erlauben der Zeitschrift die Erstveröffentlichung unter Creative-Commons-Namensnennung-Lizenz, die es anderen erlaubt, die Arbeit unter Nennung der Autorenschaft und der Erstpublikation in der Zeitschrift zu verwenden. Die Autoren können zusätzliche Verträge für die nicht-exklusive Verbreitung der in der Zeitschrift veröffentlichten Version ihrer Arbeit unter Nennung der Erstpublikation in der Zeitschrift eingehen (z. B. sie in einer Sammelpublikation oder als Kapitel einer Monographie veröffentlichen). Sie können ihre Arbeit parallel zur Publikation bei den Romanischen Studien online veröffentlichen (z. B. die pdf-Version auf den Homepages von Institutionen oder auf ihrer eigenen Homepage), „weil so produktive Austauschprozesse wie auch eine frühe und erweiterte Bezugnahme auf das veröffentlichte Werk gefördert werden“.
Die Begutachtungsform wird je nach Rubrik gesondert ausgewiesen, in der Regel als Peer-Review.
Als Publikationssprachen sind neben dem Deutschen auch die romanischen Sprachen und wo sinnvoll – wie im Falle internationaler Beiträge – das Englische zugelassen.
Die Lektüreformate sind html, pdf und epub. Die Zeitschrift wird mit dem Open Journal Systems publiziert, die pdf-Version mit LaTeX gesetzt.
Begleitend zur Zeitschrift wird ein Blog geführt, u. a. für Artikelausschreibungen.

## Zum Titel
Die Zeitschrift wählt den Titel, mit dem die Romanistik international bezeichnet wird (engl. Romance Studies, frz. Etudes romanes etc.): „Die romanischen Studien sind zunächst das Fach, aus dem die Beiträge stammen. Der Titel Romanische Studien markiert keinen spezifischen oder gar alleskönnerischen Anspruch, sondern ist neutral und in einem disziplinären Sinne zu verstehen.“

## Rubriken
- Sektionen: Themenschwerpunkte, relativ autonom herausgegeben von einem oder mehreren Forschern;
- Artikel[10];
- Lektüren: Interpretation von Einzeltexten eines Gesamtwerks, zunächst mit regelmäßigen Balzac-Lektüren, mit je deutschen und französischen Lektüren;
- Land, Kultur, Medien: Landeswissenschaftliche Arbeiten, Kulturtheorien und deren Anwendung, schließlich Reflexion von Medien bzw. von Medialität der Literatur(wissenschaft);
- Geschichte der Romanistik: fachgeschichtliche Untersuchungen zur geschichtlichen Reflexion der Romanischen Philologie, außerdem Lektüren historischer Forschung;
- Essay und Kritik: Essayistische Texte, Lektüre und Interpretation;
- Ars legendi: Literaturunterricht an Universität und Schule;
- Rezensionen;
- Forum: Debatte, Miszellen, kleine Forschungstexte oder auch Tagungsberichte;
- Kapitel: für längere Texte (Pre-Print, Probekapitel), oder für die Langfassung eines gekürzt bereits publizierten Textes.

## Beihefte
Neben den Zeitschriften publizieren die Romanischen Studien auch Beihefte, die ebenfalls online digital und gedruckt von der AVM vorliegen. Die ersten drei sind:
- Frank Rutger Hausmann, „Romanistenlexikon“, hrsg. von Kai Nonnenmacher unter Mitarbeit von Dominik Bohmann und Alexander Kalkhoff[12]
- „Ludovico Ariosto: 500° anniversario dell’Orlando furioso“, hrsg. von Christian Rivoletti und Kai Nonnenmacher[13]
- „Cine de investigación: paradigmas sobre revelaciones y ocultamientos en el cine argentino“, hrsg. von Wolfram Nitsch und Christian Wehr[14]

## Vorgeschichte
Eine Zeitschrift gleichen Namens wurde vom Hallenser und später Straßburger Romanisten E. Böhmer von 1871 bis 1895 in 22 Heften beim Bonner Verlag Weber herausgegeben, danach wird das Erscheinen eingestellt. Von 1897 bis 1941 gibt E. Ebering in seinem Verlag Romanische Studien heraus, die unregelmäßig erscheinen. – Eine Ergänzung zum traditionellen Titelumfeld ohne Anspruch auf Vollständigkeit: G. Körting gab mit E. Koschwitz von 1881 bis 1897 die Französischen Studien heraus. Die Italienischen Studien wurden 1936–1943 vom Dt.-Ital. Kulturinstitut bzw. Petrarca-Haus Köln herausgegeben; 1978–2000 erschien auf ursprüngliche Initiative des Wiener Istituto Italiano di Cultura eine gleichnamige Zeitschrift. Die Ibero-amerikanischen Studien des Ibero-Amerikanischen Instituts Hamburg erschienen 1935–1936, 1948–1979 gingen sie als Unterreihe in den Hamburger romanistischen Studien auf. Die Leipziger romanistischen Studien erschienen 1931–1939.